# Partido de la Innovación
El Partido de la Innovación (維新の党 Ishin no Tō?) fue un partido político japonés creado el 22 de septiembre de 2014, luego de la unión del Partido de la Restauración liderado por Tōru Hashimoto y el Partido de la Unidad, encabezado por Kenji Eda.
Tras la derrota del plan de la Metrópolis de Osaka en el referéndum de mayo de 2015, Eda renunció al liderazgo y Yorihisa Matsuno, antiguo miembro del Partido Democrático de Japón asumió el cargo.
En octubre de 2015, una facción alineada con Hashimoto abandonó el partido y fundó el partido Iniciativas desde Osaka. Luego, a finales de octubre, un grupo de cuatro diputados insatisfechos con el liderazgo de Matsuno abandonó el partido para formar el partido Visión de Reforma en diciembre de 2015.
El 24 de febrero de 2016, el PI y el Partido Democrático de Japón acordaron fusionarse en miras de la elección de la Cámara de Consejeros en verano de 2016. El 14 de marzo de 2016, el nombre del partido fue anunciado como Minshinto, tras una serie de consultas. La nueva formación política se fundó oficialmente el 27 de marzo de 2016.

## Resultados electorales
| Elecciones | Candidato | # de votos     | % de votos | # de escaños |
| ---------- | --------- | -------------- | ---------- | ------------ |
| 2014       | Kenji Eda | 4.319.646 (#4) | 8,16       | 41/475       |